# Extremities
Pour l'album de Killing Joke parfois simplement dénommé « Extremities », voir Extremities, Dirt and Various Repressed Emotions.
Pour plus de détails, voir Fiche technique et Distribution.
Extremities est un film américain de Robert M. Young sorti en 1986, avec Farrah Fawcett dans le rôle principal.
L'actrice sera nommée aux Golden Globes en 1987 pour sa prestation dans le film.

## Synopsis
Marjorie (Fawcett) est une jeune femme qui travaille dans un musée et vit avec deux amies colocataires, Pat et Terry à Los Angeles. En sortant d'un supermarché, et en rentrant dans sa voiture, elle est attaquée au couteau par un assaillant masqué qui l'oblige à le toucher sexuellement.
Marjorie parvient à s'échapper, mais son agresseur a pu récupérer son portefeuille qui contient sa carte d’identité. Elle va à la police, mais on lui dit qu'ils ne peuvent pas faire grand-chose. Une semaine plus tard, alors que les colocataires de Marjorie sont au travail, son cauchemar recommence lorsque son agresseur (nommé Joe) pénètre dans sa maison, ayant utilisé ses renseignements personnels pour savoir où elle habite.

## Fiche technique
- Titre : Extremities
- Réalisation : Robert M. Young
- Scénariste : William Mastrosimone d'après sa pièce de théâtre
- Production : Metro-Goldwyn-Mayer et Atlantic Productions
  - Producteurs : Thomas Coleman et Michael Rosenblatt
  - Producteurs associés : George W. Perkins et Burt Sugarman
- Compositeur : J.A.C. Redford
- Directeur de la photographie : Curtis Clark
- Dates de sortie : 22 août 1986 (USA) et 11 mars 1987 (France)
- Pays de production : États-Unis
- Genre : Thriller
- Couleur : Couleur
- Durée : 89 minutes

## Distribution
- Farrah Fawcett (VF : Béatrice Delfe[1]) : Marjorie Easton
- James Russo (VF : Daniel Russo) : Joe
- Alfre Woodard (VF : Émilie Benoît) : Patricia
- Diana Scarwid (VF : Anne Jolivet) : Terry
- Sandy Martin (VF : Nicole Favart) : Officier Sudow